# René Sergent (Architekt)
René Sergent (* 4. Juli 1865 in Paris; † 22. August 1927 in Congis-sur-Thérouanne) war ein französischer Architekt. Zu Beginn des 20. Jahrhunderts schuf er in Paris zahlreiche luxioröse Wohnsitze nach historischen Vorbildern. Nach seinen Plänen entstanden zudem Stadtvillen in New York und Argentinien sowie Umbauten renommierter Hotels.

## Leben

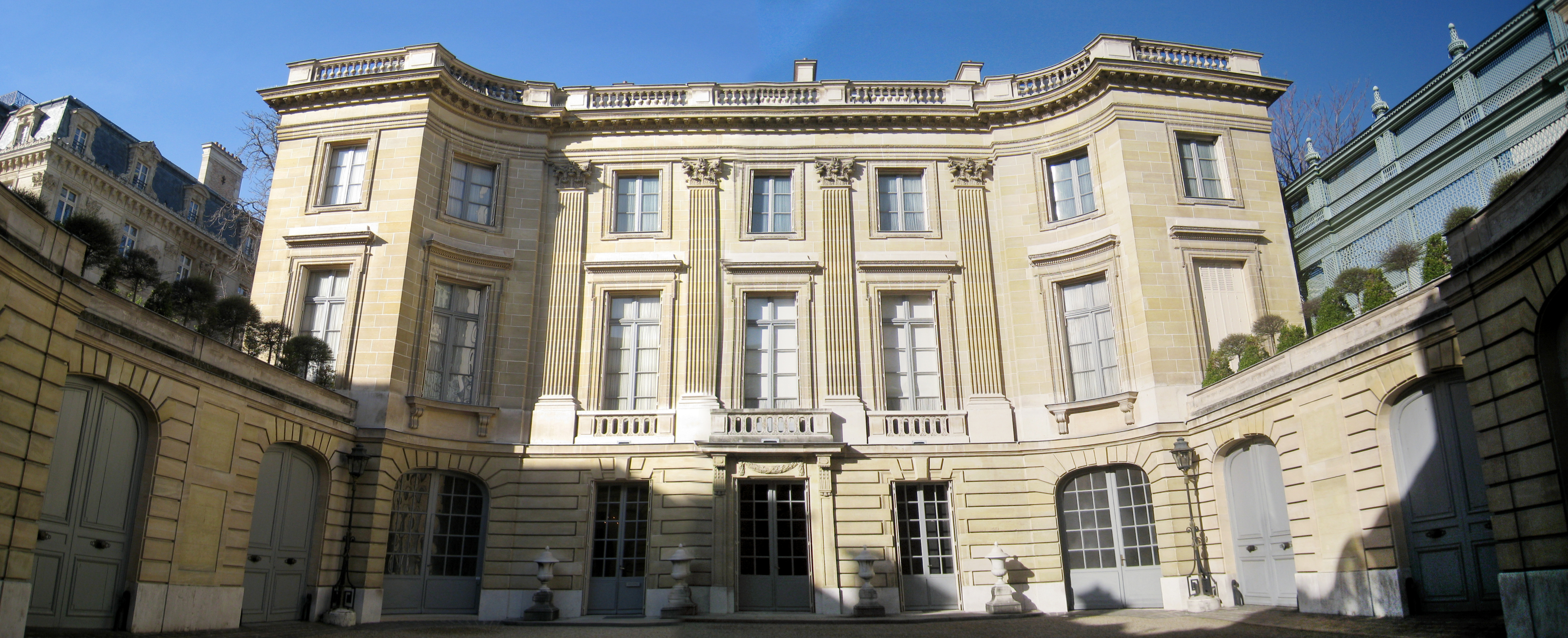
Musée Nissim de Camondo in Paris

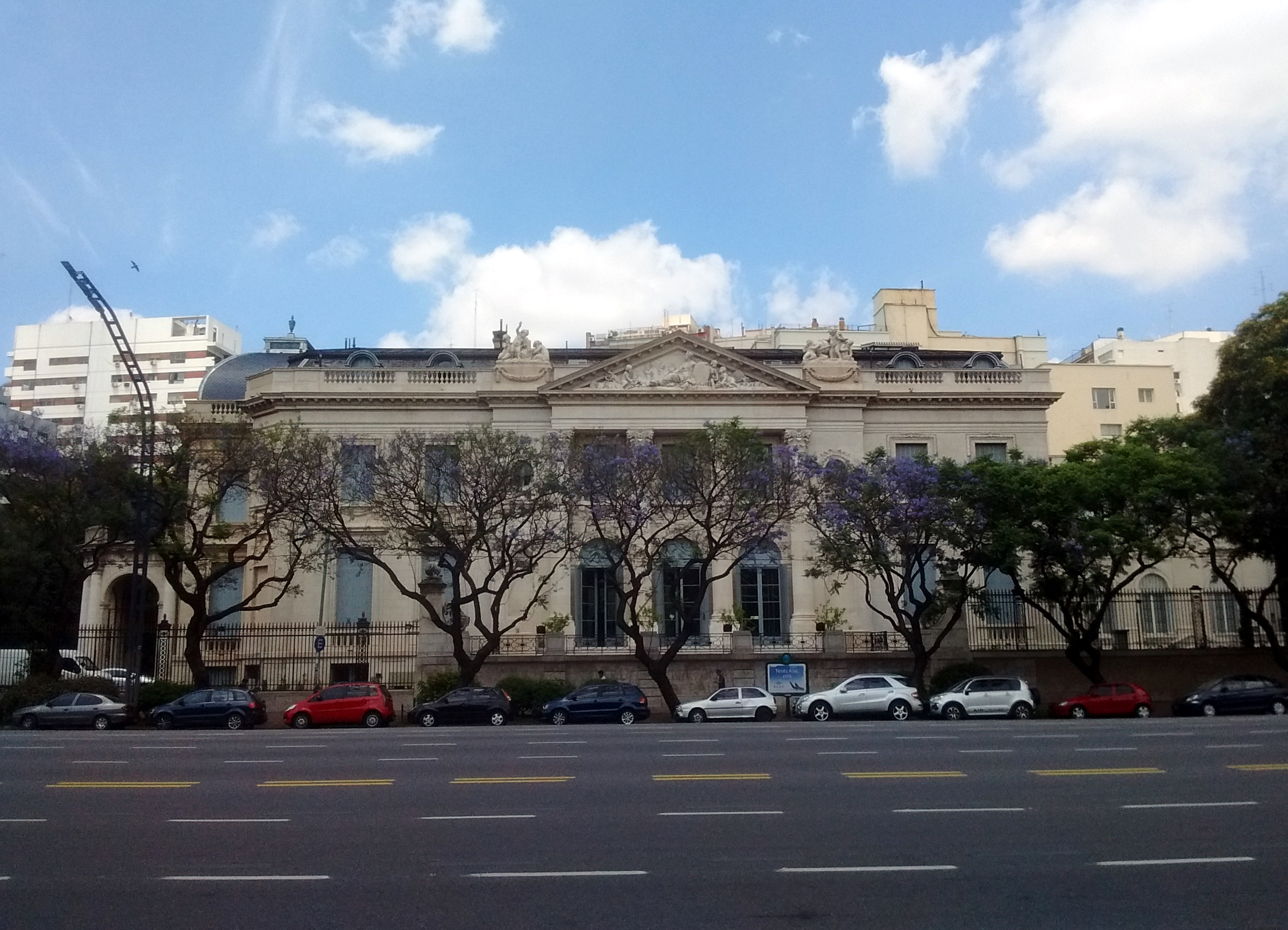
Museo Nacional de Arte Decorativo in Buenos Aires

Sergent, Sohn eines Bäckers aus Clichy, kam 1865 in Paris zur Welt. Er studierte Architektur bei Emile Trélat und François Thierry-Ladrange an der École Spéciale d’Architecture in Paris. Nach Erlangung des Diploms 1884 wechselte er in das Architekturbüro von Paul-Ernest Sanson, der zu dieser Zeit als einer der besten Architekten für luxioröse Wohnsitze galt. Unter seiner Leitung begeisterte sich Sergent für die französische Architektur des 17. und 18. Jahrhunderts. Zu seinen Vorbildern zählten
Architekten von Jules Hardouin-Mansart bis Alexandre-Théodore Brongniart. Besonders schätzten er die Entwürfe von Ange-Jacques Gabriel.
Sergent war an der Fertigstellung des für Boniface de Castellane an der Avenue Foch errichteten Palais Rosa beteiligt, einem im Stil des Eklektizismus errichteten Hauptwerk von Paul-Ernest Sanson. In dessen Architekturbüro blieb er mehr als 15 Jahre, bevor er gegen 1899 sein eigenes Architekturbüro begründete. Zu seinen ersten Aufträgen gehörte der Bau eines Hôtel particulier für Comte Edmond de Fels an der Avenue Foch, direkt neben dem Palais Rosa. Es folgten weitere Wohnsitze für wohlhabende Bauherren wie dem Modeschöpfer Jean-Philippe Worth am Champ de Mars oder dem Brauereibesitzer Otto Bemberg in der Rue Emile-Ménier. Seine Gebäude, stilistisch an historischen Vorbildern orientiert, zeichneten sich durch einen hohen Komfort unter Verwendung neuester technischer Einrichtungen aus. Herausragendes Beispiel hierfür ist sein für den Bankier Moïse de Camondo in der Rue de Monceau Nr. 63 zwischen 1912 und 1914 erbautes Stadtpalais nach Vorbild des Petit Trianon in Versailles. Es beherbergt heute das Museum Nissim de Camondo und ist Teil der Institution Les Arts Décoratifs.
Für die Gebrüder Duveen, bedeutende Kunsthändler an der vornehmen Place Vendôme, gestaltete Sergent die Geschäftsräume im Stil Louis-seize um. Ebenso erhielt er Aufträge für den Umbau und die Erweiterung großer Hotels, wie dem Hotel Trianon Palace in Versailles, dem Savoy Hotel und dem Hotel Claridge's in London oder dem Hotel Stephanie (heute Brenners Park-Hotel & Spa) in Baden-Baden. Darüber hinaus fertigte Sergent Entwürfe für Bauten in New York, die vor Ort sein Kollege Horace Trumbauer betreute. Ebenso entstanden einige luxioröse Stadtvillen in Argentinien nach Plänen Sergents.
Er erhielt 1889 den Deschaumes-Preis und 1911 die Auszeichnung Grande médaille de l'architecture privée der Société centrale des architectes. 1921 nahm Sergent die Architekten René Bétourné und Léon Fagnen in sein Architekturbüro auf, die das Geschäft nach dem Tod von Sergent 1927 weiterführten.

## Werkauswahl
- 1894 – Hôtel particulier, Rue Léo-Delibes Nr. 9 in Paris
- 1903–1906 – Château de Voisins in Saint-Hilarion (Yvelines) errichtet für Comte Edmond de Fels
- 1909 – Hôtel particulier, Avenue Emile-Deschanel Nr. 4 am Champ de Mars in Paris, errichtet für Jean-Philippe Worth
- 1910 – Hôtel particulier, Avenue Charles Floquet Nr. 9 in Paris, für Jules Steinbach errichtet, heute Residenz des Indischen Botschafters
- 1911–1914 – Hôtel particulier, Rue de Monceau Nr. 63 in Paris, errichtet für Comte Moïse de Camondo, heute Museum Nissim de Camondo
- 1911 – Palacio Bosch in Buenos Aires, errichtet für Ernesto Bosch und Elisa de Alvear, heute Botschaft der Vereinigten Staaten
- 1911 – Palacio Errazúriz in Buenos Aires, errichtet für Matías Errazúriz, heute Museo Nacional de Arte Decorativo
- 1912 – Palacio Sans Souci in San Fernando (Argentinien), errichtet für Carlos María de Alvear
- 1913 – Hôtel particulier, 19 Avenue d'Iéna Nr. 19 in Paris, errichtet für Alfred Heidelbach,
- 1913 – Hôtel particulier, Avenue Matignon Nr. 9 in Paris, heute Geschäftsräume für das Auktionshaus Christie’s
- Hôtel particulier, Rue Emile-Ménier Nr. 28, errichtet für Otto Bemberg